# Palais du prince Gong
Le palais du prince Gong (aussi appelé la maison du prince Gong) est un site touristique de Pékin à l'est du lac Houhai.

## Histoire
Il a été construit à la fin du XVIIIe siècle et habité au XIXe siècle par le ministre favori du frère de l'empereur Xianfeng, Yixin, le prince Gong.
En 1982, le palais a été désigné comme patrimoine culturel national.

## Description
Le palais est constitué de plus de 40 bâtiments, dans le style traditionnel siheyuan, ainsi que de jardins. La superficie totale du palais est d'environ 60 000 mètres2, dont 28 000 mètres2 de jardin.